# Église Saint-Paul de Saint-Pol-sur-Ternoise
L'église Saint-Paul de Saint-Pol-sur-Ternoise est une église située à Saint-Pol-sur-Ternoise dans le Pas-de-Calais. Elle est rattachée au diocèse d'Arras.

## Historique
L'église Saint-Paul actuelle remplace une précédente église détruite dans les bombardements de juin 1944. Il s'agissait de la chapelle du couvent des Carmes, fondé en 1615 qui était devenue église paroissiale à la Révolution française. 
L'église actuelle a été construite à l'emplacement de l'ancien hôtel de ville détruit lui aussi pendant la Seconde Guerre mondiale. La construction s'est effectuée de 1958 à 1960 sur les plans des architectes Jean-Frédéric Battut et Robert Warnesson.

## Caractéristiques

### Extérieur
L'église Saint-Paul est un édifice de brique conçu selon un plan basilical traditionnel sans transept. Le chœur est plus étroit que la nef. La sacristie est en sous-sol. Le bâtiment est prolongé sur toute sa longueur par une galerie reposant sur des piliers de béton. Cette galerie se prolonge à l'ouest par un passage reliant l'église à la chapelle des sœurs noires.
Le bâtiment est couvert d'une toiture de deux longs pans recouverts de cuivre sur platelage surmonté par un petit clocher.
La façade occidentale (composé de la façade de l'ancienne église réutilisée), les trois travées contiguës y compris la tribune d'orgue sont protégées au titre des monuments historiques : inscription par arrêté 16 octobre 1944.

### Intérieur
L'intérieur est voûté de brique. Les arcs en plein cintre de la nef reposent sur des piliers sur lesquels s'appuie de chaque côté une tribune. L'arc de la dernière travée précédant le chœur est polygonal. Les vitraux furent conçus par Claude Blanchet.
L'église possède un certain nombre d'objets protégés en tant que monuments historiques :
- Fonts baptismaux, en grès du XVIe siècle[3] ;
- Christ en croix, en bois du XVIIe siècle[4] ;
- trois stalles et deux éléments de lambris d'appui en bois, du XVIIIe siècle[5] ;
- Reliquaire de Notre-Dame des Ardents du XIXe siècle[6] ;
- Statue de saint Joseph, en pierre (1964)[7].

#### Orgue de tribune
L’église possède un orgue du XVIIIe siècle qui provient du prieuré Saint-Georges d’Hesdin, installé dans l’ancienne église paroissiale en 1803 par le facteur d’orgues Jean-François Guilmant. Cet orgue relevé en 1845 par les basiliens de l’abbaye de Valloires échappa aux destructions de la Seconde Guerre mondiale.
La partie instrumentale de l’orgue (tuyaux en étain, plomb et sapin), partiellement reconstitué fut installée dans la nouvelle église en 1961. L'orgue date de 1682. Seule la partie instrumentale est protégée en tant que monument historique au titre d'objet : classement par arrêté du 1er mars 2003. L'instrument a été restauré en 2012 par Laurent Plet.

## Le campanile
L'originalité de l'église de Saint-Pol-sur-Ternoise est constituée par son campanile situé devant l'édifice. Ce campanile quadrangulaire est construit sur une structure composée de longs piliers de béton abritant à l’intérieur un escalier conduisant au sommet où sont situées les cloches. Le campanile est surmonté d'une flèche recouverte de cuivre.